# Ernst Mandel (Politiker)
Ernst Mandel (geboren vor 1935; gestorben im August 1957) war ein deutscher Lehrer und Bürgermeister in Wunstorf.

## Leben
Zu Beginn der Zeit des Nationalsozialismus arbeitete Ernst Mandel als Lehrer in Asendorf im Regierungsbezirk Lüneburg. 1935 wurde er – da er sich „im sozialdemokratischen Sinne betätigt“ hatte – unter dem NS-Regime vom Dienst suspendiert.
In der frühen Nachkriegszeit wurde Mandel als Nachfolger von Friedrich Tegtmeyer im Dezember 1945 von den Britischen Militärbehörden zum Bürgermeister der Stadt Wunstorf ernannt, als der er dem provisorischen „Sechsmännergremium“ vorstand.
Später wurde er, nachdem die neu gegründeten Parteien einen Nachkriegsrat vorgeschlagen hatten und dieser konstituiert worden war, erneut zum Bürgermeister bestimmt. Bei der ersten demokratischen Kommunalwahl nach dem Zweiten Weltkrieg wurde Mandel wiederum als Bürgermeister bestätigt. In diesem Amt wirkte er bis 1948 und fungierte daneben als Vorsitzender sowohl im Haupt- als auch im Schulausschuss.
Mandel erlag im August 1957 einem langen Leiden. Sein Sohn Armin Mandel übernahm später als Rektor die Leitung der Albert-Schweitzer-Schule und engagierte sich langjährig als Vorsitzender des Wunstorfer Heimatvereins.

## Archivalien
Archivalien von und über Ernst Mandel finden sich beispielsweise
- als „Protokolle des Rates der Stadt Wunstorf“[1]
- als Akten der Stadtverwaltung[1]